# Jakeem Grant
(en) Statistiques sur pro-football-reference
Jakeem Grant (né le 30 octobre 1992) est un joueur américain de football américain évoluant au poste de wide receiver pour les Bears de Chicago de la National Football League (NFL). Il est également spécialiste des retours. Il est sélectionné par les Dolphins de Miami au sixième tour de la Draft 2016 de la NFL. Il a joué au football universitaire à l'université Texas Tech, où il établit le record de tous les temps en matière de yards de réception.

## Jeunes années
Grant fréquente le lycée John Horn à Mesquite, au Texas, et est classé trois étoiles par Rivals.com. Il a reçu des offres de Colorado State, d'Iowa State, de Louisiana Tech, de Pittsburgh, du Texas Tech, de Tulsa, de Vanderbilt et de Wake Forest. Il est à l'origine engagé envers Tulsa mais change son engagement pour l'université Texas Tech peu de temps avant le jour de la signature,.

## Carrière universitaire
Grant est redshirt lors de sa première saison en 2011. Lors de la saison suivante en 2012, il participe aux 13 matchs et enregistre 32 réceptions, 287 yards et 3 touchdowns. Il retourne un kickoff pour un touchdown de 99 yards au Meineke Car Care Bowl 2012 du Texas. Il remporte les honneurs de la première équipe freshman ESPN All-Big 12 après la saison.
En 2013, Grant participe à 12 matchs pour 65 réceptions, 796 yards en réception, 7 touchdowns et a une mention honorable All-Big 12 Conference.
En 2014, Grant participé à 12 matchs pour 67 réceptions, 938 yards en réception, 7 touchdowns et reçoit à nouveau une mention honorable All-Big 12 Conference.
Lors de sa dernière saison, en 2015, Grant est sélectionné dans la deuxième équipe All-American par CBS Sports et de troisième équipe par Associated Press en tant que joueur polyvalent,. Grant capte 90 passes pour 1.268 yards et 10 touchdowns, ce qui bat le record scolaire du Red Raider Michael Crabtree, lauréat du prix Biletnikoff, pour les yards en carrière. Grant retrourne deux autres kickoffs pour des touchdowns au cours de la saison, établissant ainsi le record scolaire de la catégorie.
Au Texas's Pro Day, un recruteur des Saints de la Nouvelle-Orléans enregistre son temps du sprint de 40 yards à 4,1 secondes, battant potentiellement celui de Bo Jackson qui est de 4,12 secondes au NFL Combine en 1986. Son temps de 40 yards enregistré électroniquement est de 4,34 secondes.

### Statistiques universitaires
|        |            |        |    | Réceptions | Réceptions | Réceptions | Retours de kickoffs | Retours de kickoffs | Retours de kickoffs | Retours de kickoffs |
| Saison | Université | Statut | MJ | Réc        | Yds        | TD         | Ret                 | Yds                 | Moy                 | TD                  |
| ------ | ---------- | ------ | -- | ---------- | ---------- | ---------- | ------------------- | ------------------- | ------------------- | ------------------- |
| 2012   | Texas Tech | FR     | 13 | 32         | 284        | 3          | 6                   | 237                 | 39.5                | 2                   |
| 2013   | Texas Tech | SO     | 11 | 65         | 796        | 7          | 19                  | 400                 | 21.1                | 0                   |
| 2014   | Texas Tech | JR     | 12 | 67         | 938        | 7          | 23                  | 515                 | 22.4                | 0                   |
| 2015   | Texas Tech | SR     | 13 | 90         | 1,268      | 10         | 39                  | 1,017               | 26.1                | 2                   |
| Total  | Total      |        | 49 | 254        | 3,286      | 27         | 87                  | 2,169               | 24.9                | 4                   |

## Carrière professionnelle
| Taille             | Poids           | Sprint 40 yd | 20 yd shuttle | 3 cone drill | Détente verticale  | Détente horizontale | BR |
| ------------------ | --------------- | ------------ | ------------- | ------------ | ------------------ | ------------------- | -- |
| 5 ft 6 in (1,67 m) | 165 lbs (75 kg) | 4,89 s       | 4,03 s        | 7,03 s       | 36 1⁄2 in (0,93 m) | 9 ft 9 in (2,97 m)  | 15 |

Grant est sélectionné par les Dolphins de Miami au sixième tour, soit la 186e choix, de la draft 2016 de la NFL.

### Dolphins de Miami

#### Saison 2016
Grant signe un contrat de quatre ans d'une valeur de 2 340 000 dollars. Au moment de l'attribution des numéros de maillot, le club lui donne le 19, ce qui pousse certains à se demander s'ils ne le haïssent pas car le numéro serait maudit pour ses porteurs à Miami. Tous ceux qui l'ont porté ont eu des carrières assez brèves en Floride.
Durant la saison , son meilleur effort en tant que punt returner vient comme un coup de feu. C'est en semaine 5 contre les Titans du Tennessee lorsqu'il retourne un punt pour 74 yards et un touchdown. Sa performance entre dans la liste NFL Now's Top 5 Most Athletic Plays en première place.  Pour le reste des matchs, les résultats sont mitigés, certains bons, mauvais, moyens. Il n’avait pas beaucoup confiance en ses moyens, laissant échapper le ballon pour quatre fumbles (dont un perdu) au cours de l'année.

#### Saison 2017
En présaison, Jakeem Grant essaye de prouver aux Dolphins qu'il peut être plus qu'un returner. Il capte quatre passes pour 141 yards et un touchdown dans la première mi-temps de la victoire 30-9 des Dolphins sur les Vikings du Minnesota.
Le 11 décembre, lors du Monday Night Football, une victoire 27-20 contre les Patriots de la Nouvelle-Angleterre, Grant a la première réception de touchdown de sa carrière mais le public est toujours fâché à cause de certaines de ses décisions en match. Par un exemple, lui qui a retourné 41 punts et 38 kickoffs en carrière, décide de ne rien faire sur un punt des Patriots mais se tient beaucoup trop près du ballon, risquant de la mettre ne jeu en le touchant accidentellement. Le touchdown serait une promesse faite à ses trois enfants avant le match.
Bien que Grant soit principalement un spécialiste des retours au cours des 28 premiers matchs de sa carrière, il enregistre des moments brillants au cours des quatre derniers. Là où Jakeem Grant est le plus dangereux, c'est avec le ballon dans les mains. 149 de ses 203 yards à la réception sont arrivés après la prise - 11,5 yards après la prise par réception. Grant a évité 10 tacles (tacle évité toutes les 1,3 passe), mais n’a attrapé qu’une passe disputée.

#### Saison 2018
Au cours de la semaine 1 de la saison 2018, Grant inscrit un touchdown à la suite d'un retour de 102 yards sur un kickoff dans une victoire de 27 à 20 face aux Titans du Tennessee, ce qui lui vaut le titre de joueur de la semaine des équipes spéciales AFC. Au cours de la semaine 3, contre les Raiders d'Oakland, il réalise deux réceptions pour 70 yards et deux touchdowns dans la victoire 28-20. Grant marque également un touchdown de retour de punt de 70 yards lors de la cinquième semaine contre les Bengals de Cincinnati. Il est victime d'une blessure au tendon d'Achille au cours de la semaine 10 et subit une opération chirurgicale qui met fin prématurément à sa saison.

#### Saison 2019
Le 20 août 2019, Grant signe une extension de contrat de quatre ans avec les Dolphins. Le 27 novembre, il est placé sur la liste des blessés avec une entorse de la cheville haute.

## Statistiques NFL
| Année  | Équipe            | MJ     |     | Courses | Courses | Courses | Courses |       | Passes réceptionnées | Passes réceptionnées | Passes réceptionnées | Passes réceptionnées |
| Année  | Équipe            | MJ     | Nb. | Yards   | Moy.    | TD      | Nb.     | Yards | Moy.                 | TD                   |                      |                      |
| 2019   | Dolphins de Miami | 10     | 4   | 5       | 1,3     | 1       | 19      | 164   | 8,6                  | 0                    |                      |                      |
| 2018   | Dolphins de Miami | 10     | 1   | 5       | 5,0     | 0       | 21      | 268   | 12,8                 | 2                    |                      |                      |
| 2017   | Dolphins de Miami | 16     | 3   | 12      | 4,0     | 0       | 13      | 203   | 15,6                 | 2                    |                      |                      |
| 2016   | Dolphins de Miami | 16     | 1   | 1       | 1,0     | 0       | 0       | 0     | --                   | 0                    |                      |                      |
| Totaux | Totaux            | Totaux | 9   | 23      | 2,6     | 1       | 53      | 635   | 12                   | 4                    |                      |                      |

| Équipe     | Saison            | Ret | Yds   | Moy  | TD |
| ---------- | ----------------- | --- | ----- | ---- | -- |
| 2019       | Dolphins de Miami | 23  | 578   | 25,1 | 1  |
| 2018       | Dolphins de Miami | 18  | 535   | 29,7 | 1  |
| 2017       | Dolphins de Miami | 21  | 479   | 22,8 | 0  |
| 2016       | Dolphins de Miami | 19  | 439   | 23,1 | 0  |
| Totaux NFL | Totaux NFL        | 81  | 2 031 | 25,1 | 2  |

| Ret | Yds | Moy  | TD |
| --- | --- | ---- | -- |
| 5   | 6   | 1,2  | 0  |
| 14  | 228 | 16,3 | 1  |
| 25  | 190 | 7,6  | 0  |
| 20  | 165 | 8,3  | 1  |
| 64  | 589 | 9,2  | 2  |